# Taeniidae
Famille
Les Taeniidae sont une famille de vers plats parasites de l'ordre des Cyclophyllidea (classe des cestodes).

## Systématique
Le nom valide complet (avec auteur) de ce taxon est Taeniidae Ludwig, 1886.

## Liste des sous-familles et genres
Selon la base World Register of Marine Species (6 novembre 2023), la famille des Taeniidae contient un unique genre : Taenia Linnaeus, 1758.

### Synonymes[1]
- Genre Hydatis Blumenbach, 1797, accepté comme Taenia Linnaeus, 1758
  - Espèce Hydatis delphini Bosc, 1802, accepté comme Phyllobothrium delphini (Bosc, 1802) Gervais, 1885
- Genre Hydatula Abildgaard, 1790, accepté comme Taenia Linnaeus, 1758
  - Espèce Hydatula gadorum Rathke, 1799, accepté comme Gasterostomum gadorum (Rathke, 1799)

### Autres sources taxonomiques
Selon GBIF (6 novembre 2023) :
- Anoplotaenia Beddard, 1911
- Echinococcus Rudolphi, 1801
- Hydatigera Lamarck, 1816
- Insinuarotaenia Spasskii, 1948
- Taenia Linnaeus, 1758
- Taeniarhynchus
- Taneia
- Versteria Nakao, Lavikainen, Iwaki, Haukisalmi, Konyaev, Oku, Okamoto & Ito, 2013

Selon ITIS (29 nov. 2018) :
- sous-famille Echinococcinae Abuladze, 1960
  - genre Echinococcus Rudolphi, 1801
- sous-famille Taeniinae Stiles, 1896
  - genre Hydatigera Lamarck, 1816
  - genre Taenia Linnaeus, 1758
  - genre Versteria Nakao, Lavikainen, Iwaki, Haukisalmi, Konyaev, Oku, Okamoto & Ito, 2013 [4]